# Galerumaea dimidiata
Galerumaea dimidiata es una especie de insecto coleóptero de la familia Chrysomelidae.
Fue descrita científicamente en 1844 por Guerin.